# Расстрел воспитанников Нижне-Чирского детского дома
Расстрел воспитанников Нижне-Чирского детского дома для умственно отсталых детей — массовое убийство мирного населения, совершённое во время Великой Отечественной войны в станице Нижне-Чирской на оккупированной вермахтом территории Сталинградской области. 2 сентября 1942 года были расстреляны 47 воспитанников детского дома для умственно отсталых детей в возрасте от 3 до 16 лет. После освобождения станицы по данному факту было проведено следствие, и по результатам открытых судебных слушаний, прошедших в Харькове 15—18 декабря 1943 года, решением Военного трибунала 4-го Украинского фронта один из соучастников этого преступления, М. П. Буланов, был казнён.

## Предыстория
Точная дата создания детского дома в станице Нижне-Чирская неизвестна. Впервые, по сохранившимся документам, он был упомянут в 1939 году на совещании директоров в местном областном совете как «Детский дом ОБЛСО».
14 июля 1942 года, по мере приближения к Сталинградской области линии фронта, Сталинградским обкомом ВКП(б) и Облисполкомом было принято решение об эвакуации детских домов из Кагановичского, Нижне-Чирского, Новоаннинского, Михайловского и Сиротинского районов, исполнение которого было возложено на специальный отдел. Последним были разработаны и утверждены маршруты эвакуации, предусмотрено выделение необходимых транспортных (подвод, машин, железнодорожных вагонов) и переправочных средств. По плану, детские дома должны были быть эвакуированы в Сталинград, и далее вниз по Волге до Петропавловки и Астрахани. 15 июля было принято аналогичное решение в отношении детских лечебно-профилактических учреждений, в том числе, Нижне-Чирского туберкулёзного детского санатория. Согласно этому постановлению, детский туберкулёзный санаторий расформировывался, а его дети, вместе с воспитанниками детского дома ОБЛСО, подлежали эвакуации. Помимо них, из станицы Нижне-Чирской и прилегающего района должны были быть эвакуированы партийные и хозяйственные архивы, МТС, крупный рогатый скот, семьи партхозактива, военнообязанные и т. д..
Эвакуация проходила в сложных условиях, характерных для приближающегося фронта. Бывали случаи эвакуации из горящих зданий, а также бомбёжек транспортов с детьми. К 27 июля, когда войска Вермахта вошли в Нижне-Чирскую, не всё мирное население смогло покинуть станицу. В детском доме ОБЛСО оставались 82 ребёнка в возрасте от 3 до 16 лет.
После занятия станицы захватчики приступили к экспроприации всех имевшихся в ней запасов продовольствия. Из кладовой детского дома были изъяты все продукты питания, а также уведён весь находящийся в подсобном хозяйстве мелкий скот (овцы и свиньи). Для еды остались только овощи с детдомовского огорода. С началом оккупации воспитанники детского дома стали понемногу разбегаться, и к 1 сентября в нём оставалось только 47 детей в возрасте от 3 до 16 лет, а из 32 человек обслуживающего персонала только одна кастелянша — Донскова Елена Афанасьевна.

## Обстоятельства расстрела
1 сентября 1942 года два немецких офицера явились в детский дом и приказали подготовить детей к отъезду. Дети были в плохом состоянии: опухшие от голода, в поношенной драной одежде. Кастелянша детского дома Донскова Е. А. поинтересовалась, какое количество еды нужно приготовить детям в дорогу. Один из двух офицеров ответил на русском языке: «Продуктов им никаких не нужно, они поедут недалеко». Куда именно поедут дети и с какой целью, офицер не сообщил.
2 сентября в детдом прибыл транспорт. Кастелянше Донсковой приказали вывести детей во двор и построить их в колонну по четыре человека. Немцы пересчитали детей, разделили их на две группы и усадили в две крытые брезентом машины. Некоторые из детей отказывались садиться в машину. Чтобы успокоить детдомовцев, офицеры стали говорить, что повезут их «к дядям и тётям в город Сталинград». Некоторые поверили этому и сели в машину самостоятельно, а некоторые были усажены принудительно. После этого машины в сопровождении гестаповцев выехали в сторону станции Чирская. Е. А. Донскова не знала, куда отправились машины, а о факте расстрела Елена Афанасьевна узнала 5 сентября.
Расстрел детей был осуществлён личным составом «зондеркоманды СД» Харькова, в которую входил М. П. Буланов, исполнявший обязанности водителя. Примерно в 3—5 километрах от Нижне-Чирской была приготовлена яма. После прибытия машин с детьми М. П. Буланов и другие каратели стали подводить к ней детей, которых непосредственно расстреливал немец Аликс. Аликс стрелял из автомата ребёнку в голову, а затем сталкивал тело в яму. Дети сопротивлялись, кричали: «Дядя, я боюсь», «Дядя, я хочу жить, не стреляйте в меня». Но Аликс расстрелял всех.
8 сентября 1943 года захоронение расстрелянных детей было случайно обнаружено местными жителями Шмелёвой А. Я. и родными сёстрами Н. К. Парамонченко и Н. К. Ястребовой. Александра Яковлевна Шмелёва разыскивала захоронение мужа, расстрелянного немцами. 8 сентября она узнала, что за рекой Чир находится яма, в которой закопаны расстрелянные оккупантами. Вместе с ней на поиски ямы направились Наталия Кузьминична и Надежда Кузьминична, которые искали захоронение своей матери, расстрелянной за связь с партизанами. Они нашли эту яму и раскопали её. По мере углубления раскопа им стали встречаться детские игрушки: куклы, детские автомашины, ружья, рогатки. На дне ямы ими были обнаружены тела убитых воспитанников Нижне-Чирского детского дома.

## Расследование преступления и суд
Факт массового убийства мирного населения скрыть не удалось. Одними из первых, кто рассказал о расстреле воспитанников детского дома, были бойцы партизанского отряда Нижне-Чирского района (в частности, Клавдия Панчишкина).
После освобождения станицы Нижне-Чирская началось расследование обстоятельств расстрела детей. Расследование шло в рамках работы «Сталинградской областной комиссии по установлению и расследованию злодеяний немецко-фашистских захватчиков и их сообщников и причинённого ими ущерба гражданам, колхозам, общественным организациям, государственным предприятиям и учреждениям Сталинградской области». Среди опрошенных свидетелей были А. Я. Шмелёва, Н. К. Парамонченко, Н. К. Ястребова, Е. А. Донскова, А. Быстрова. В ходе осмотра останков детей выяснилось, что не у всех были пулевые отверстия. Следствие пришло к выводу, что расстреляны были только физически крепкие дети старшего возраста, а младшие и ослабевшие от голода были закопаны заживо.
С 15 по 18 декабря 1943 года в Харькове проходил открытый суд над оккупантами и их пособниками по фактам массовых репрессий в отношении мирного населения оккупированных территорий. В ходе судебных заседаний, кроме прочих актов преступной деятельности, рассматривался и факт расстрела воспитанников Нижне-Чирского детского дома. Среди обвиняемых на суде был М. П. Буланов, причастный, помимо расстрела 2 сентября 1942 года, к массовому уничтожению советских граждан в Харькове, Таганроге и других местах. Военный Трибунал 4-го Украинского фронта приговорил М. П. Буланова к смертной казни через повешение, осуществлённой в 11 часов 19 декабря 1943 года в Харькове на городской площади. На публичной казни присутствовали более 40 000 жителей города и близлежащих районов области, военнослужащие, а также представители советской и иностранной прессы.
Все материалы следствия по делу расстрела воспитанников Нижнечирского детского дома хранятся в Государственном архиве Волгоградской области (Ф. Р-6088, 800 ед. хр., 1942—1945 гг.; оп. 1).

## Список расстрелянных детей
| - Скучарь Раиса, 9 лет; - Любимов Николай, 9 лет; - Митроданова Тамара, 11 лет; - Щербакова Тамара, 14 лет; - Ломанова Марина, 14 лет; - Кокина Зоя, 11 лет; - Самбло Иза, 9 лет; - Боризин Александр, 13 лет; - Стрепеткина Анна, 11 лет; - Хроменко Григорий, 10 лет; - ??? Антонина, 15 лет; - ??? Федосия, 15 лет; - ??? Александр, 9 лет; - ??? Адольф, 9 лет; - Савин Николай, 5 лет; - Зимин Николай, 4 года; - Бекешев Андрей, 12 лет; - Назаров Анатолий, 14 лет; - Линченко Анатолий, 13 лет; - Ломакина Анастасья, 15 лет; - Мисников Владимир, 14 лет; - Пешков-Успенский Олег, 14 лет; - Алексашко Александр, 4 года; - Приходько Григорий, 10 лет; | - ??? Раиса, 7 лет; - Никифоров Николай, 4 года; - Иванов Виталий, 12 лет; - Никитина Ксения, 9 лет; - Попов Григорий, 11 лет; - ??? Аркадий, 14 лет; - ??? Василий, 6 лет; - ??? Клава, 7 лет; - ??? Виктор, 5 лет; - Власов Юрий, 5 лет; - Лобакина Любовь, 15 лет; - ??? Марго, 13 лет; - ??? Иван, 12 лет; - ??? Борис, 10 лет; - Зарагатов Михаил, 13 лет; - Зуев Борис, около 3 лет; - Севастьянов Михаил, 13 лет; - Чурбаченко Александр, 4 года; - Шубин Владимир, 6 лет; - ??? Виктор, 8 лет; - Иванов Николай, 16 лет; - Шепелев Лев, 16 лет; - Самарин Александр, 9 лет. |

## Послевоенная история детского дома
После освобождения станицы Нижне-Чирская детский дом возобновил свою работу. До 1956 года он назывался «Нижнечирский детский дом фронтовиков», а в августе 1956 года был преобразован в школу-интернат. В 1976 году школу-интернат перепрофилировали во вспомогательную школу для детей, нуждающихся в постоянной медицинской помощи и особом участии со стороны взрослых. С 1 июля 1978 года Нижнечирский детский дом-интернат был преобразован в «Нижнечирский психоневрологический дом-интернат для женщин» (старше 18 лет) и в таком статусе работает до настоящего времени.

## Комментарии
1. ↑  М. П. Буланов указывал на возраст от 6 до 12 лет, но в показаниях Е. А. Донсковой указывается возраст от 3 лет.
2. ↑  На Харьковском процессе детский дом назывался детской больницей.
3. ↑  Буланов Михаил Петрович, 1917 года рождения, уроженец станции Джанибек Казахской ССР, русский, беспартийный
4. ↑  Буланов М. П. в показаниях на суде не смог назвать фамилию палача.
5. ↑  В обвинительном заключении сказано: «зверства … чинились офицерами и солдатами германской армии и в частности: … Харьковской „зондеркомандой СД“, во главе с её начальником штурмбаннфюрером Ханебиттер»